# Isocronia
Isocronia é a postulada divisão rítmica do tempo em partes iguais numa língua. O ritmo é um aspecto da prosódia, sendo os demais entonação, acentuação e tempo de fala (algo como palavras por segundo).
São três os modos alternativos nos quais uma língua pode ser postulada:
1. A duração de cada sílaba é igual (cronometria em sílaba);
2. A duração de cada sílaba mora é igual (cronometria em mora);.
3. A duração temporal entre duas sílabas tônicas é igual (cronometria em tonicidade);

A ideia, como tal, foi expressa pela primeira vez por Kenneth L. Pike em 1945 , embora o conceito de linguagem onde se veem naturalmente as medidas de ordens cronológica e rítmicas iguais já existia desde 1775 em Prosodia Rationalis de Joshua Sttele. Isso implica na tipologia linguística David Abercrombie alegou "Tanto quanto se sabe, todas as línguas do mundo são faladas com algum tipo de ritmo ou com o outro ... Francês, Telugo e iorubá ... são línguas cronometradas em sílaba, ... Inglês , Russo e Árabe ... são línguas cronometradas em tonicidade"'
.
Enquanto muitos linguistas acham a ideia de diferentes tipos de ritmo atraente, estudos empíricos não têm sido capazes de encontrar correlatos acústicos dos tipos postuladas, questionando a validade desses tipos.

## Sincronismo da sílaba
Em uma língua com tempo de sílaba, cada sílaba é percebida como ocupando aproximadamente a mesma quantidade de tempo, embora a duração absoluta do tempo dependa da prosódia. Linguagens sincronizadas por sílaba tendem a dar às sílabas proeminência aproximadamente igual e geralmente não têm vogais reduzidas.
As línguas  francês,  Italiano,  espanhol,  islandês, cantonês, chinês mandarim, português do Brasil,  georgiano,  romeno,  Armênio,  Turco e  Coreano são comumente citados como exemplos de línguas cronometradas por sílabas. Este tipo de ritmo foi originalmente denominado metaforicamente como "ritmo de metralhadora" porque cada unidade rítmica subjacente tem a mesma duração, semelhante ao ruído de bala transiente de uma metralhadora.
Desde a década de 1950, os cientistas da fala têm tentado, sem sucesso, demonstrar a existência de durações iguais de sílabas no sinal acústico da fala. Pesquisas mais recentes afirmam que a duração dos intervalos consonantais e vocálicos é responsável pela percepção cronometrada da sílaba.

## Tempo de mora
Alguns línguas como  Japonês,  Gilbertês,  Eslovaco, Sânscrito védico, Grego antigo e Luganda também têm ritmo regular, mas são  mora - cronometrados em vez de cronometrado por sílaba. Em japonês, uma sílaba V ou CV ocupa uma unidade de tempo. O japonês não apresenta contraste de extensão devogal ou ditongos, mas tem vogais  duplas , então CVV leva o dobro do tempo que CV. Um / N / final também leva tanto tempo quanto uma sílaba CV e, pelo menos em poesia, o mesmo acontece com a extensão extra de uma consoante geminada. No entanto, a linguagem coloquial é menos estabelecida do que a linguagem poética, e o ritmo pode variar de uma região para outra ou com o tempo.
O Latim clássico, o Grego antigo e o Sânscrito védico também foram estritamente cronometrados.

## Tempo de tonicidade
Em uma  linguagem com ênfase de tempo , as sílabas podem durar diferentes períodos de tempo, mas é percebido como uma quantidade de tempo razoavelmente constante (em média) entre as sílabas tônicas consecutivas. Consequentemente, sílabas átonas entre sílabas tônicas tendem a ser comprimidas para caber no intervalo de tempo: se duas sílabas tônicas são separadas por uma única sílaba átona, como em  chá delicioso , a sílaba átona será relativamente longa, enquanto se um um número maior de sílabas átonas intervém, como em  chá tolerável , as sílabas átonas serão mais curtas
Línguas que tem essa isocronia são: inglês, tailandês, russo, Alemão, dinamarquês, sueco, norueguês, faroês, neerlandês, português europeu, e em parte o árabe.